# 農業協同組合 (韓國)

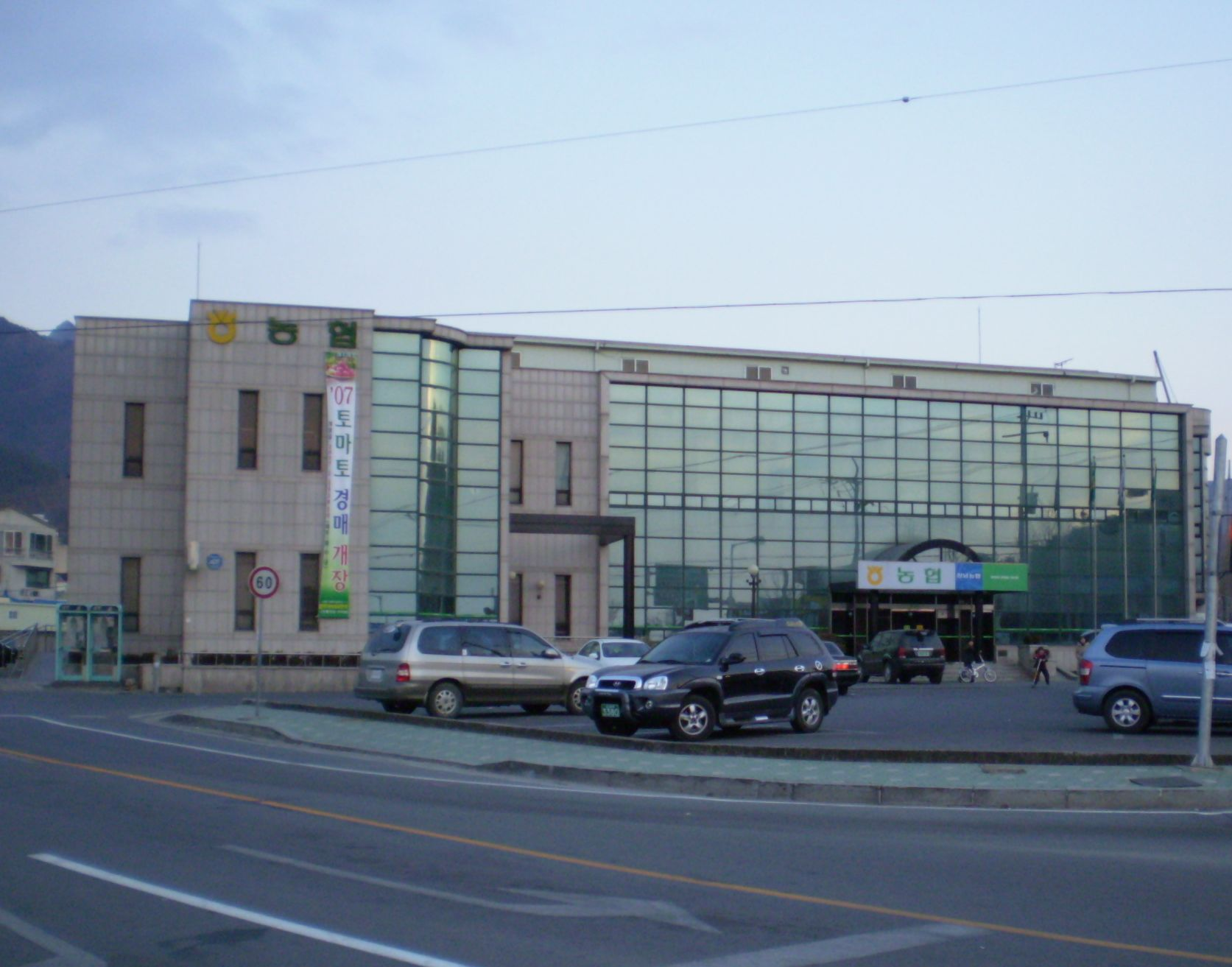
韓國農業協會慶尙南道昌寧郡辦公室與超級市場

農業協同組合（：／），又稱韓國農業協會，簡稱農協，是韓國的農業自助組織。韩国农业协会是全球农业合作组织中最特别的组织之一，同时经营银行、生产资料（主要是農具與化學材料）供应和农产品营销超市业务:54。
韩国98%的农业家庭是农业协会的成员。韩国农业协会最大的成就在於金融，是解决了在欠发达国家普遍存在的恶性高利贷问题，在国际上被认为是个很成功的案例。不过，韩国农业协会被普遍认为更关注更为盈利的银行业务，而忽视农产品营销业务。20世纪90年代开始，随着农产品贸易自由化的深化，韩国农业协会的营销角色对农民显得尤为重要。为此，韩国农业协会已作出了加强营销业务的计划:60-65。
韓國農協的口號是「身土不二」，大致意思是「當地人要吃當地出產的食物」，而這句口號亦是韓國一直以來的養生之道。

## 历史
建国之初，韩国在开展土地改革的同时建立起农业协会。韩国当时的农业协会只是负责农产品营销等经济活动，金融业务则由农业银行负责。为了解决农业协会的融资问题，韩国1961年7月29日制定了《农业协同组合法》，将农业协会和农业银行整合成全国性的农业合作组织。整合后的农业协会由里洞合作社、市郡合作社和农业合作社中央会三级组织体系构成。1981年，市郡合作社成为农业合作社中央会的分支机构，丧失独立法人地位，从而形成由基层合作社和农业合作社中央会两级的组织体系。1999年2月5日和9月9日，韩国颁布了新的《农业和农村基本法》和《农业协同组合法》。原有的农业合作社中央会、牧业合作社中央会、人参业合作社中央会被合并成具有一个法人资格的全国性农业合作社中央会。基层合作社被分为地区农业合作社、地区牧业合作社、专业农业合作社和专业农业合作社联合会，使综合型合作社和专业型合作社并存、互补:58-59:13-16。